# U konce s dechem
U konce s dechem  (ve francouzském originále À bout de souffle) je francouzský dramaticko-kriminální film, který podle vlastního scénáře natočil roku 1960 jako svůj celovečerní debut režisér Jean-Luc Godard. Snímek byl hereckým průlomem pro Jeana-Paula Belmonda, který v něm ztvárnil hlavní roli kriminálníka prchajícího před zákonem. Spolu s ním ve filmu hrála Jean Sebergová. Jedná se o jedno z nejdůležitějších děl Francouzské nové vlny. Přes svůj nízký rozpočet 400 000 franků film zaznamenal úspěch, když získal Cenu Jeana Viga a Cenu za režii na Mezinárodním filmovém festivalu v Berlíně.